# Goode-Projektion

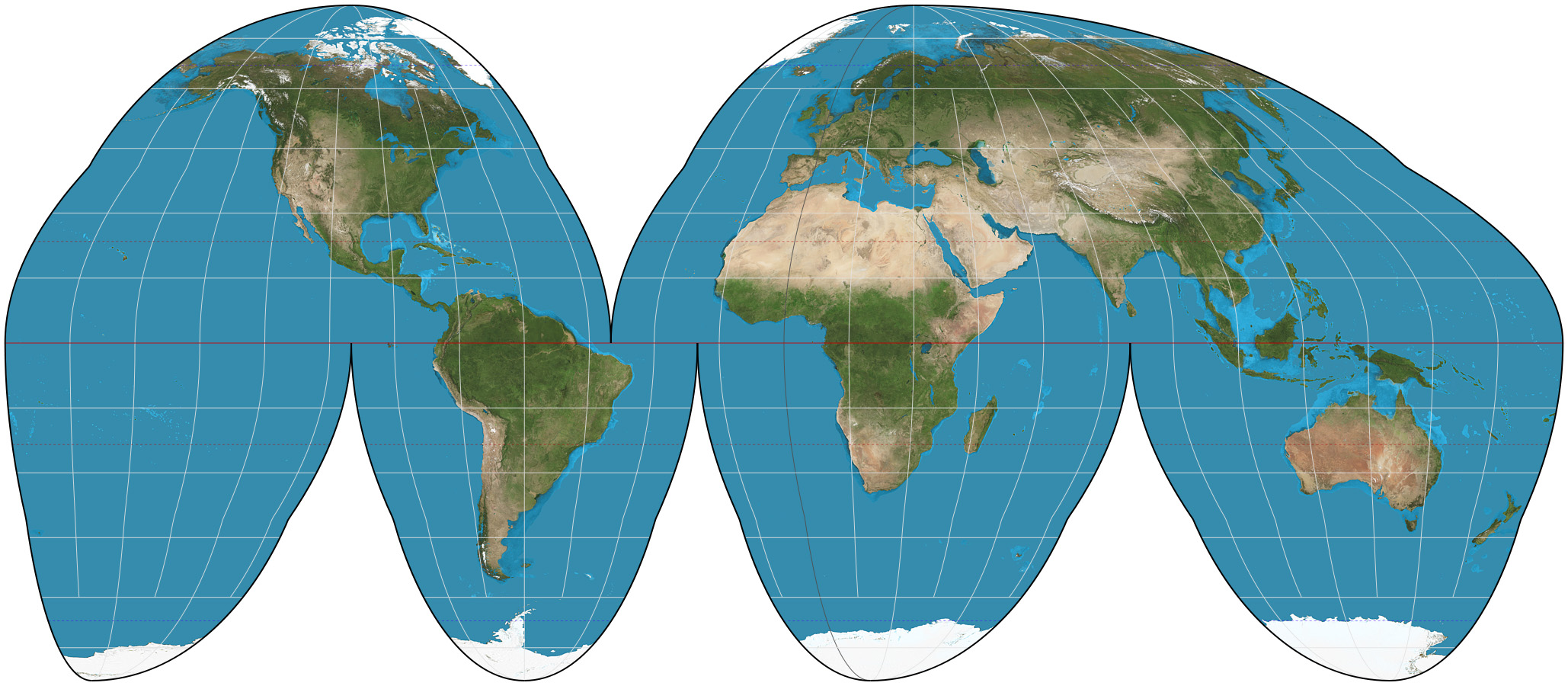
Goode-Projektion

Verzerrungen der Goode-Projektion verdeutlicht mit der tissotschen Indikatrix

Die Goode-Projektion, auch Goode-Homolosine-Projektion, ist ein pseudozylindrischer, flächentreuer Kartennetzentwurf, der zur Darstellung von Weltkarten verwendet wird. Diese Methode der Kartenprojektion wurde in den 1920er Jahren von John Paul Goode entwickelt.
Bei dieser mathematisch konstruierten Abbildung sind der Mittelmeridian und alle Breitenkreise gerade Linien. Um die Flächentreue zu erzielen, ist die Kartenabbildung entweder zerschnitten oder an den Rändern stark verformt. Der nördliche und südliche Teil der Karte ist eine Mollweide-Projektion, der mittlere Teil (zwischen ±40° 44' N/S) ist eine Sinusoidal-Projektion. An der Grenzlinie zwischen beiden Projektionen weisen die Meridiane einen Knick auf.

## Einzelnachweis
1. ↑  Simulating the Interrupted Goode Homolosine Projection With ArcInfo